# 샘 스미스
새뮤얼 프레더릭 "샘" 스미스(영어: Samuel Frederick "Sam" Smith, 1992년 5월 19일 ~ )는 잉글랜드의 싱어송라이터이다. 디스클로저의 "Latch"와 너티 보이의 "La La La"의 피처링을 맡으며 이름을 알렸다. BBC 사운드 오브 2014의 우승자이다. 커밍아웃한 남성애 지향 젠더퀴어 음악가이다.
2014년, 데뷔 앨범 In the Lonely Hour를 발매해, 빌보드 200 2위와 UK 앨범차트 1위를 기록했다. 앨범 뿐만 아니라 싱글 "Lay Me Down", "Money on My Mind", "Stay with Me", "I'm Not the Only One"도 연달아 성공하면서 전 세계적인 아티스트로 거듭나게 되었다. 제57회 그래미상에서 올해의 레코드상, 올해의 노래상, 올해의 신인상, 베스트 팝 보컬 앨범상을 수상하면서 4관왕에 올랐다.

## 음반 목록
- In the Lonely Hour (2014)
- The Thrill of It All (2017)
- Love Goes (2020)
- Gloria (2023)

## 수상 목록
- 2020년 멜론뮤직어워즈 팝 부문 수상
- 2022년 MTV 유럽 뮤직 어워즈 비디오 포 굿상